# Globulină
Globulinele reprezintă o clasă de proteine globulare ce prezintă mase moleculare mai mari în comparație cu albuminele și care sunt insolubile în apa distilată dar solubile în soluții saline diluate. Unele sunt sintetizate la nivel hepatic, iar altele sunt produși ai sistemului imunitar. Împreună cu albuminele și fibrinogenul, ele sunt principalele proteine sanguine. Concentrația normală de globuline în sângele uman este de 2,6-3,5 g/dL (proteinele totale serice sunt 6-8 g/dl, iar albuminele 3,5-5,0 g/dl, restul fiind globulinele).

## Tipuri

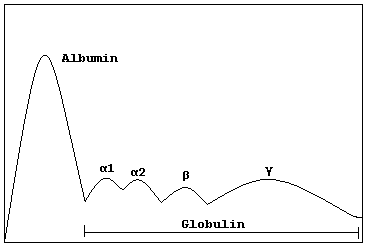
Reprezentare schematică a electroforezei în gel a proteinelor serice

Există mai multe tipuri de globuline:
- Alfa1-globuline
- Alfa2-globuline
- Beta-globuline
- Gamma-globuline (grup care include și imunoglobulinele sau anticorpii)

Aceste tipuri de globuline pot fi separate utilizând o tehnică denumită electroforeza proteinelor serice.

## La alte specii

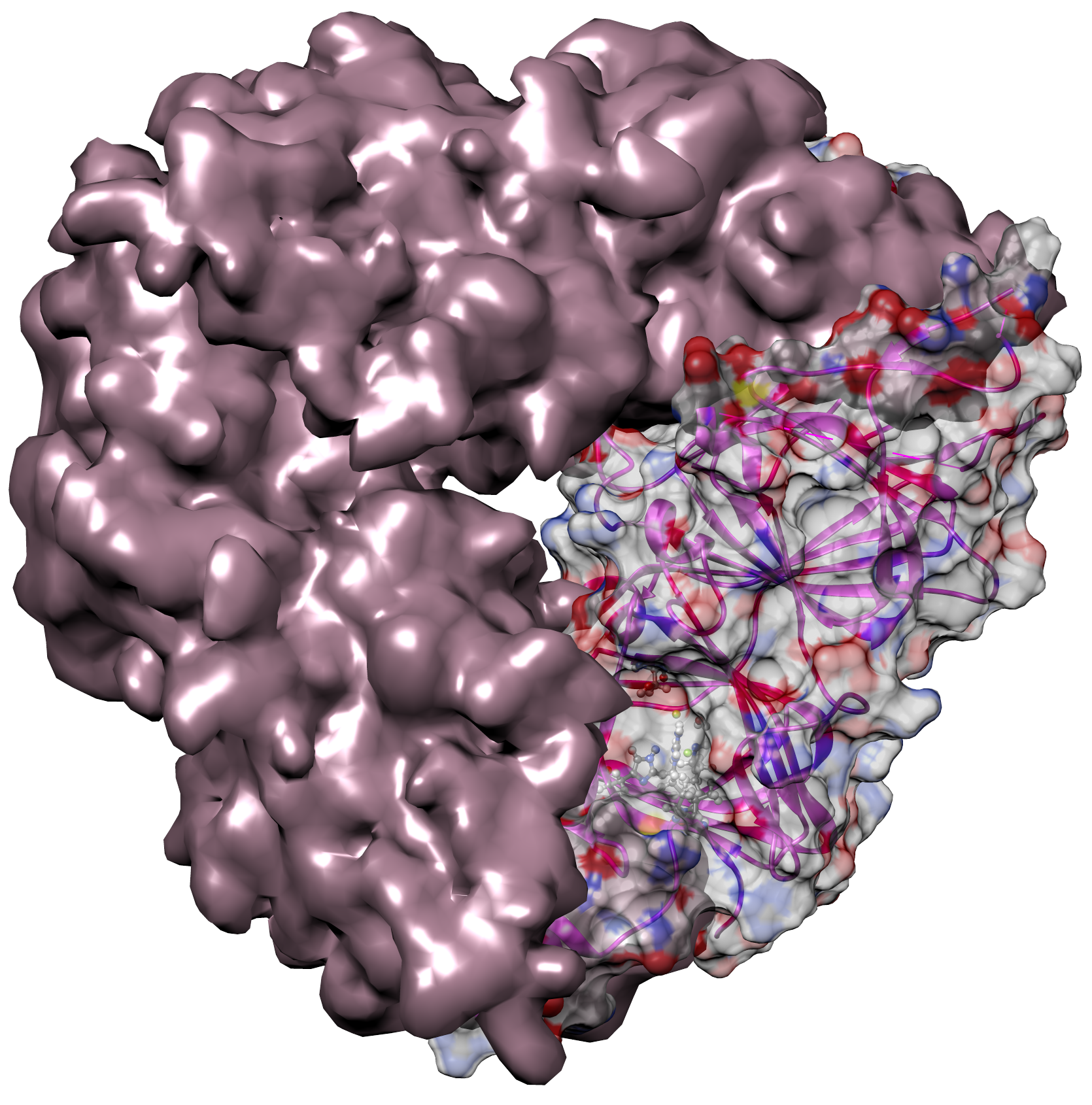
Structura globulinei din semințele de dovleac

Globulinele se regăsesc și la alte specii animale, precum și la unele specii vegetale. Vicilina și legumina din mazăre sunt proteine de depozitare. Acestea pot cauza reacții alergice prin legarea de anticorpii IgE umani.

## Pseudoglobuline și euglobuline
Pseudoglobulinele sunt acele globuline care sunt mult mai solubile în sulfat de amoniu decât euglobulinele. Pseudoglobulinele sunt de asemenea solubile și în apă pură, în timp ce euglobulinele nu sunt.